# Búlé
Búlé (starořecky βουλή < βούλομαι búlomai rozhodovat se, chtít), jinak také Rada čtyř set nebo později Rada pěti set bylo ve starém Řecku zastupitelstvo obce. Původně to byl poradní orgán krále, rada starších, v oligarchicky uspořádaných obcích v ní zasedali představitelé nejbohatších rodů, kdežto v demokratických obcích se členové búlé určovali losem nebo volili.

## Athénská búlé
Nejstarší athénské shromáždění, Areopág, se skládalo z bývalých vládců (archonti) a mělo tedy aristokratickou povahu. Búlé jako shromáždění 401 občanů, vylosovaných po 100 z každého ze 4 tradičních athénských kmenů (gené) zřídil patrně Drakón v rámci svých reforem roku 620 př. n. l. Za Kleisthenových reforem v roce 508/7 př. n. l. se búlé rozšířila na 501 členů (búleutai, po 50 z každého z 10 nově vytvořených kmenů (fýl) ). Členové se losovali nebo byli voleni na jeden rok, a to pouze ze tří vyšších tříd (kromě thétů) a z občanů starších než 30 let. Nikdo nesměl úřad zastávat víc než dvakrát v životě.
Od Periklových reforem v polovině 5. století př. n. l. volila búlé ze svého středu 50 prytanů, kteří se pak v úřadě denně střídali. Búlé zasedala denně a později byli její členové placeni, aby si členství mohli dovolit i méně majetní občané. Búlé dohlížela na hospodaření obce, na loďstvo a jízdní vojsko, na oběti a svátky, na veřejné stavby a na péči o invalidy a sirotky. Její členové kromě toho tvořili různé výbory, pověřované detailnějšími úkoly, prověřovali nastupující i odstupující úředníky a jejich hospodaření, soudili žaloby na představitele obce a mnoho dalších věcí.
Búlé byla rozhodující složkou athénské demokracie, protože se zde denně setkávali zvolení představitelé různých částí obyvatelstva a společně museli rozhodovat o všech významnějších záležitostech obce. Víme, že podobné orgány existovaly i v ostatních řeckých obcích, někde se nazývaly „sbor starších“ (gerúsia - Sparta), o jejich praktickém fungování však máme velmi málo zpráv.